# 嘆き (ザ・タイガースの曲)
「嘆き」（なげき）は、ザ・タイガースの楽曲で、通算9作目のシングル盤レコード。1969年8月5日に発売。

## 解説
加橋かつみが脱退した後に新しく入った岸部シローがレコーディングに参加して発売された初のシングルでもある。

## 収録曲
- 全曲、作詞:安井かずみ　作曲:村井邦彦

1. 嘆き (Grief) (3:41)
編曲:東海林修
2. はだしで (Barefoot) (3:09)
編曲:村井邦彦